# Jean Milo
Pour les articles homonymes, voir Milo.
Jean Milo, pseudonyme de Jean Émile Van Gindertael, né à Saint-Josse-ten-Noode le 15 mai 1906 et mort à Rixensart en décembre 1993, est un peintre, un poète, essayiste et romancier belge.

## Biographie
Jean Milo a été élève de l'Académie des Beaux-Arts de Bruxelles de 1923 à 1925. Il fait alors partie en 1925 et 1926 du groupe dit d'Etikhove avec de jeunes peintres proches des frères Haesaerts.
Entre 1926 et 1931, Jean Milo occupe le poste de sous-directeur de la galerie bruxelloise Le Centaure. En tant que peintre, il a été influencé dans son travail par Edgard Tytgat auquel il a dédié une biographie. Il est le cofondateur du groupe Art abstrait en 1952. Dans les années 1960, il réalise une série de photocollages de dimensions moyennes, dont plusieurs sont conservés par la Verbeke Foundation de Kemzeke en Belgique.
Il est le père de l'acteur Quentin Milo[Qui ?].

## Œuvre littéraire
- 1938 : L'Étang de Malbourg
- 1944 : L'Esprit de famille — Prix des Deux Magots
- 1956 : Le Marteau

## Œuvre peinte
- 1954 : Composition I, Musée national des beaux-arts du Québec[2]
- 1954 : Sans titre, Musée national des beaux-arts du Québec[3]

## Expositions principales
- 1986 : Rétrospective au Musée royal d'art moderne à Bruxelles